# Madeleine Tribolati
Madeleine Tribolati, née le 23 mars 1905 à Paris 14e où elle est morte le 25 octobre 1995, fut secrétaire générale adjointe de la fédération CFTC des employés, vice-présidente de la confédération CFTC. Parmi ses actions, elle fut pionnière avant-guerre, en tant que négociatrice dans le cadre des conventions collectives, de la défense de l'égalité professionnelle, et du principe « à travail égal, salaire égal ».
Un square du 10e arrondissement de Paris porte son nom.

## Biographie

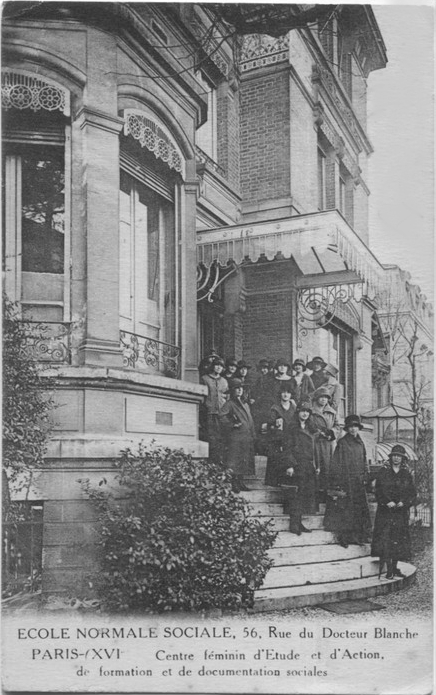
L'École normale sociale, rue du Docteur-Blanche, à Paris.

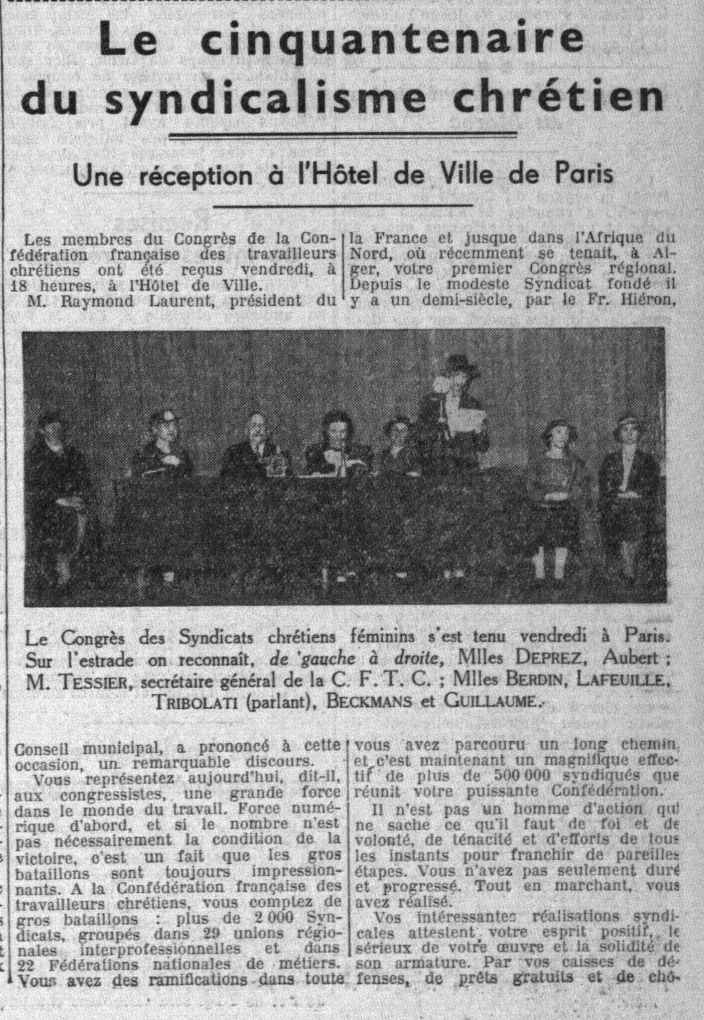
Extrait 1re page du journal La Croix, « Le cinquantenaire du syndicalisme chrétien ». Photo de Madeleine Tribolati parlant à la tribune. 27 juin 1937.

### Jeunesse
Née le 23 mars 1905 à Paris, d'un père ouvrier et d'une mère femme de ménage, Madeleine Tribolati fréquente l'école laïque et fait partie du patronage catholique de sa paroisse de Saint-Pierre de Montrouge (aujourd'hui à Paris, quartier Plaisance). C'est par ce patronage, qui était catholique (hasard des lieux), que Madeleine Tribolati est gagnée à la culture chrétienne alors que son milieu familial n'était pas du tout pratiquant. Elle travaille, dès l'âge de treize ans, comme employée de bureau. Elle apprend, dans son patronage, par l'intermédiaire d'une amie, l'existence des syndicats féminins, et la possibilité pour les femmes de défendre leurs droits. En 1924, à 19 ans, elle adhère à la Fédération française des unions des syndicats professionnels féminins (CFTC), appelée « fédération du boulevard des Capucines ». Considérant que son certificat d'étude est insuffisant à sa formation, elle s'inscrit à une formation de l'École normale sociale (au 56, rue du Docteur-Blanche à Paris), école fondée par Andrée Butillard, militante du syndicalisme chrétien. Elle y suit les cours du « 4e dimanche », pour les « propagandistes des syndicats féminins », on lui propose également une formation intensive, pendant l'été, qui sera pour elle « un émerveillement ». Elle réussit l'examen de l'École Normale Sociale à l'issue des trois années du cycle. Cette formation ne se limitait pas à une formation théorique, mais était accompagnée d'une formation professionnelle. Elle accepte de donner des cours du soir de sténo-dactylo dans une section de Plaisance où venaient des employées du quartier pour évoluer professionnellement. Elle tient aussi une permanence de section le dimanche matin. À partir de 1926-1927, elle est régulièrement déléguée au congrès de la fédération des syndicats professionnels féminin. En 1933, lors du congrès de l'Union des syndicats professionnelles féminins, qui a lieu en février à Paris, Madeleine Tribolati présente un rapport sur le travail des jeunes. Elle est, en 1934, déléguée générale des jeunes.

### Ascension syndicale et défense de l'égalité professionnelle
Madeleine Tribolati gravit les échelons du Syndicat des secrétaires sténo-dactylographes et accède en 1935 au conseil de la Fédération des employés. Lors du congrès de mars 1935 de la fédération des syndicats chrétiens d'employés, Madeleine Tribolati, conseillère du syndicat parisien des sténodactylographes, présente un rapport sur les conséquences actuelles ou futures pour les employés de la crise mondiale. Durant ces années, Madeleine Tribolati collabora à la rédaction de plusieurs articles pour la Travailleuse, l’organe mensuel de la Fédération des syndicats professionnels féminins (fédération du boulevard des Capucines), à Syndicalisme, l'organe de la confédération CFTC et au journal l'employé, qui était le journal de la fédération française des syndicats d'employés, techniciens et agents de maîtrise.
Par ailleurs, en cette période où la France est touchée par la grande dépression mondiale, Madeleine Tribolati défend dans ses écrits (dans la presse syndicale), et dans ses discours, le droit des femmes au travail. Ce combat a lieu au sein même de son « camp », celui des catholiques sociaux qui mènent à cette époque une campagne en faveur des mères au foyer. Les dispositions législatives, « l'allocation pour une mère au foyer », votée en 1938, mais dont la première proposition de loi émane de 1935, suscitent à la CFTC une bataille entre les militants favorables, à l'instar du secrétaire Gaston Teissier à l'interdiction du travail des mères de famille, et les militantes qui, telle Madeleine Tribolati, se sont battues avec succès pour le droit des femmes au travail.
En 1936, lors du grand mouvement de revendication sociale, elle milite pour la CFTC, participe à de nombreuses réunions dans les usines occupées. Elle devient la même année 1936 permanente de la fédération des employés (elle a 31 ans).
Elle est propulsée dans les négociations sur les premières conventions collectives, qui se déroulent branche professionnelle par branche professionnelle. Représentante de la fédération des employés,  cette militante célibataire se révèle par sa pugnacité et sa connaissance des dossiers (elle s'appuyait notamment sur les enquêtes effectuées par son syndicat féminin auprès de ses adhérentes sur ce qui pouvait par exemple nuire à leur santé, et sur des canevas de classifications professionnelles établi par son syndicat). Dans ces négociations paritaires de 1936 portant sur l'établissement de barèmes de salaires, Madeleine Tribolati est souvent la seule femme. Lors des présentations aux organisations patronales des projets de classifications, elle présente un barème unique pour les hommes et pour les femmes, déclenchant une « incompréhension » patronale, et des arguments patronaux justifiant un salaire féminin inférieur basés sur le fait que « les femmes mangent moins que les hommes » et « raccommodent elles-mêmes leur vêtement ». 
« En vertu de quel droit et au nom de quel principe, écrit-elle, en défendant une position alors d'avant-garde, voudrait-on séparer l'humanité en deux camps, dont l'un aurait le privilège de prendre librement son essor, cependant que l'autre pour éviter toute concurrence se verrait forcé de limiter le sien ? » Madeleine Tribolati notait par ailleurs, lors du même entretien, que lors de ces négociations de conventions collectives de 1936, ses collègues syndicaux (masculins) ne la contredisaient pas, mais n'auraient pas mis autant d'ardeur à défendre une grille identique pour les hommes et pour les femmes, si une femme n'avait pas été présente dans ces négociations.
À l'issue de ces négociations de 1936, dans les branches concernées, la différence  entre les salaires masculins et féminins est réduite (tout en étant maintenue), et des clauses particulières sont accordées aux femmes (pour des congés maternités par exemple). En 1937, Madeleine Tribolti est membre du conseil de la puissante fédération CFTC des employés, très majoritaire dans la profession des employés.
Les conventions collectives négociées et signées par Madeleine Tribolati sont par exemple celle de « la couture » en région parisienne (départements de la Seine et de Seine-et-Oise) (signée avec la CGT), celle du « commerce des dentelles, tulles et broderies » de la région parisienne (signée par la seule CFTC/Madeleine Tribolati) ou celle du commerce en gros des vins et spiritueux(signée avec la CGT).

## Après-guerre

### Secrétaire générale de la fédération des employés et vice-présidente de la CFTC
En 1945, en l’absence de Jacques Tessier et de Georges Levard, secrétaires généraux adjoints, Madeleine Tribolati assume la reconstitution de la fédération des employés. Elle devient secrétaire générale adjointe de la fédération des employés en 1946, membre de la commission exécutive de la confédération, et vice-présidente de la CFTC. Si les syndicats féminins disparaissent, elle continue de se faire l'avocate de l'égalité professionnelle. Elle prend en charge en premier lieu le domaine des conventions collectives qui devaient se négocier branche professionnelle par branche professionnelle.
Elle participe aux négociations qui devaient donner naissance à la loi de 1950 sur le SMIG, qu'elle racontait avec une truculence qui ne masquait pas sa colère : « Pour le prix du logement, nous avions convenu [...] de prendre comme référence le prix d'un logement HLM. On nous a répondu que c'était trop cher, car pour un logement d'ouvrier à Paris, l'eau courante n'était pas nécessaire. »

### L'International
Au cours de l’année 1945, la majeure partie des syndicats du monde se rassemble au sein d’une Fédération syndicale mondiale (FSM). Après avoir assisté à son congrès constitutif, la CFTC préfère ne pas y adhérer et participe à la reconstitution de la Confédération internationale des syndicats chrétiens (CISC). De 1953 à 1961, on retrouve au bureau de la CISC (composé d'environ 14 membres) : Gaston Tessier en qualité de Président de la CISC (1953-1961), et Madeleine Tribolati, de 1953 à 1955 (ainsi que Maurice Bouladoux à cette même époque).
Toujours sensible à la question de l'égalité professionnelle, Madeleine Tribolati participe aux journées d’études sur les salaires féminins dans les pays du Marché commun, organisées par le C.L.A.F. (comité de liaison des associations féminines, créé par Marcelle Devaud ). Lors de ces journées, Madeleine TRIBOLATI met en avant le fait que les conventions collectives ne protègent pas suffisamment les travailleuses (écart entre les salaires masculins et féminins).

### Les débats autour de la déconfessionnalisation et la création de la CFTC
En décembre 1957, les minoritaires (favorables à la déconfessionnalisation) totalisent près de 40 % des effectifs et font leur entrée au bureau confédéral. Une recherche de cohésion entre les majoritaires et les minoritaires est visible.  Avec d'autres membres du bureau national de la CFTC Madeleine Tribolati précise devant la presse, à la sortie de ce congrès, l’attitude de la Confédération après son dernier conseil. La déclaration commune dénonce « la crise actuelle », qui est « le fait de la politique menée par les gouvernements depuis la libération : contradiction entre les objectifs présentés et l’instrument de cette politique : l’entreprise privée qui ne peut poursuivre d’autres buts que le profit ou la puissance de ses dirigeants (...) les mesures récentes paraissent indiquer que le choix du gouvernement est arrêté pour la déflation, c’est-à-dire la réduction du pouvoir d’achat des travailleurs et l’arrêt du progrès économique (...) La CFTC, pour sa part, et en dehors de ses revendications immédiates (SMIG, zones, allocations familiales), rappelle ses propositions. La création d’un conseil permanent du plan accompagnée de la réforme du Conseil économique est l’une des conditions essentielles d’une expansion économique dans la stabilité des prix. Des comités industriels de contrôle à participation ouvrière doivent être créés dans les différentes branches, ainsi qu’une organisation régionale pour la mise en valeur du territoire ». Mais Madeleine Tribolati ne se représente pas au conseil confédéral.
Elle est, le 1er mai 1962, l’une des signataires (avec Joseph Charuau, Joseph Sauty et Raymond Catty) du « Manifeste Programme pour la CFTC », dit « Manifeste des 21 », dans lequel s’exprimait l’idéologie syndicale opposée à la déconfessionnalisation (devenue minoritaire au sein de la CFTC) . Madeleine Tribolati est licenciée de son poste à la Fédération des employés en février 1963. En janvier 1964, les minoritaires, dont Madeleine Tribolati, entreprennent de se regrouper. Ils annoncent la création de l'Association du groupe d'études économiques, sociales et syndicales, d'inspiration chrétienne. Madeleine Tribolati est membre du bureau de ce regroupement. La même année 1964, le congrès confédéral décide à une large majorité le changement de nom de la centrale qui devient la Confédération française démocratique du travail (CFDT). Au lendemain du congrès, le dimanche 8 novembre 1964, le nouveau bureau de la « CFTC » est présenté, président M.J. Sauty (mineurs), vice-présidents : Madeleine Tribolati (employés) et M. Nickmilder (cheminots), secrétaire général Jacques Tessier (employés). Un congrès de « maintien de la CFTC » est organisé.
Les adhérents suivent dans la dissidence les responsables en qui ils ont confiance. Là où se met en place une structure «CFTC-maintenue», la scission fait tache d'huile. La fédération des Employés se rallie, dans sa majorité, à la déconfessionnalisation. Mais au  lendemain du congrès, si la province reste dans l’ensemble fidèle aux dirigeants fédéraux CFDT, les employés parisiens de la Banque de France et du SECI scissionnent, à la suite de Jacques Tessier et Madeleine Tribolati. Privée de son potentiel militant dans la capitale, la fédération (CFDT) qui tient son congrès en mars 1965 est décapitée.
Madeleine Tribolati sera (à nouveau) vice-présidente de la CFTC, dès l'année suivante, en novembre 1965, ainsi qu'au congrès suivant, en novembre 1967. Lorsque se déclenchent les évènements de mai 68, quelques mois plus tard, Madeleine Triboli en fait une analyse positive. Le journal Le Monde relate ainsi sa déclaration lors du congrès de la fédération des mineurs CFTC : « La crise de mai dernier a été un test pour les organisations syndicales, a déclaré Mlle Tribolati, vice-présidente de la CFTC, dans le discours de clôture. Ce test, la CFTC l’a réussi. Depuis ces événements, un nombre impressionnant de syndicats CFTC se sont constitués et continuent de se constituer. Ce renforcement de l’implantation CFTC en cette période, a une signification beaucoup plus large qu’une augmentation d’effectifs et de ressources. Il marque l’aspiration d’un plus grand nombre de travailleurs à un syndicalisme dégagé de toute ingérence ».

### Les négociations pour les retraites complémentaires
Madeleine Tribolati se bat pendant cette période de scission syndicale pour la généralisation des retraites complémentaires, obtenue en 1972. En effet, si l'AGIRC (association générale des institutions de retraite complémentaire) fut créée à l'intention des cadres salariés dès les 14 mars 1947, il fallut attendre plus de dix ans pour étendre la retraite complémentaire à tous les non-cadres. Le 8 décembre 1961, les représentants de la CFTC, de FO et du CNPF signaient l'accord national interprofessionnel créant l'ARRCO (association des régimes de retraites complémentaire). Enfin, la loi du 29 décembre 1972 prescrivit la généralisation obligatoire des retraites complémentaires à l'ensemble des salariés du secteur privé, relevant du régime général de la Sécurité sociale ou du régime agricole. Madeleine Tribolati, vice-présidente confédérale CFTC, a consacré beaucoup d'énergie à ce dossier. Elle témoignait : « Cela a été un grand succès de la CFTC . Les médias n'en ont pas parlé et pourtant c'était quelque chose de considérable ! Les discussions ont commencé après la guerre, dans les années 1955-58, profession par profession. Puis nous nous sommes rendu compte qu'il y avait encore, en septembre 1972, près d'un million de travailleurs qui n'étaient affiliés à aucune caisse de retraite complémentaire parce que ce n'était pas obligatoire. Il s'agissait souvent d'employés de maison, de salariés qui appartenaient à des petites entreprises ou à des associations. Sans convention collective, ils ne pouvaient pas se défendre et leur patron ne voyait pas l'intérêt de les affilier à une caisse de retraite complémentaire. Alors j'ai fait des démarches auprès des patrons et des pouvoirs publics. Il a fallu obtenir ce qu'on appelait un arrêté-balai afin d'obliger tous les employeurs du secteur privé à affilier leur personnel à une caisse de retraite complémentaire. Un million de personnes avaient droit désormais à une retraite augmentée de 50 %. Sans compter tous les avantages liés à l'affiliation à ces caisses, en dehors du service de la pension ».

### Négociation de l'ANI sur la sécurité de l'emploi, en 1969
Les autres dossiers pris en charge par Madeleine Tribolati, au lendemain de 1968, sont par ailleurs nombreux. Elle représente par exemple la confédération CFTC lors des négociations sur l'emploi qui démarrent en septembre 1968, négociations qui se poursuivent au tournant de l'année 1969,, et qui aboutissent à l'Accord national interprofessionnel du 10 février 1969 relatif à la sécurité de l'emploi, qui introduit implicitement le principe du reclassement et le principe du débat économique.L'accord du 10 février 1969 sur la sécurité de l’emploi est, dans une certaine mesure, un prélude à l'accord de 1970 sur la formation professionnelle, qu'il annonce d'ailleurs dans son préambule. L’accord sur la sécurité de l'emploi vise, en premier lieu, à mettre en place une politique active de l'emploi, dans laquelle les partenaires sociaux auraient un rôle important à jouer. Il institue donc des commissions paritaires de l'emploi par branches professionnelles dont la mission est d'étudier la situation de l’emploi et les moyens de formation et de réadaptation professionnelle, ainsi que d'examiner, en cas de licenciement collectif, les conditions de mise en œuvre des moyens de reclassement. Il fixe également les modalités de l'information et la consultation du comité d'entreprise en cas de menace de licenciement collectif. Enfin, il préconise des mesures de nature à assurer le reclassement nécessaire à la suite de mutations et de licenciements collectifs d’ordre économique.
Madeleine Tribolati est reconduite vice-présidente de la CFTC en 1969. Elle est réélue au bureau de la confédération CFTC en novembre 1971.

### Présidente d'honneur de la CFTC
Présidente d'honneur de la CFTC en 1973 50 ans après son adhésion au syndicat des employés, elle est réélue présidente d'honneur en 1975 l'année de son départ à la retraite (à 70 ans). Elle est encore membre titulaire de la commission supérieure des conventions collectives, et sera remplacée en 1980 par M. Gruhat(Créée en 1950, la commission supérieure des conventions collectives est chargée d’étudier la composition d’un budget type servant à la détermination du salaire minimum national interprofessionnel garanti SMIG, cette commission est aussi chargée d'étudier l'élargissement des conventions collectives elles-mêmes).
Madeleine Tribolati est interviewée dans la série d'émissions « Ceux qui se souviennent » réalisées par Hubert Knapp, et diffusées sur la chaîne alors publique TF1. Ce n'est pas en tant que syndicaliste qu'elle s'exprime, mais en tant que témoin d'une époque. Elle évoque par exemple, dans l'émission consacrée à l'année 1919, la vie quotidienne dans un quartier populaire et les difficultés rencontrées par sa mère, domestique, qui devait travailler y compris le dimanche.
Elle meurt à l'âge de 90 ans, en octobre 1995. Un square du 10e arrondissement de Paris a été nommé le square Madeleine-Tribolati en hommage à cette figure du mouvement syndical.